# Robin Skivild
Robin Juel Skivild (Ryslinge, 21 de agosto de 2001) es un deportista danés que compite en ciclismo en las modalidades de pista y ruta. Ganó dos medallas en el Campeonato Europeo de Ciclismo en Pista, en los años 2022 y 2025, ambas en la prueba de persecución por equipos.

## Medallero internacional
| Campeonato Europeo | Campeonato Europeo       | Campeonato Europeo | Campeonato Europeo      |
| Año                | Lugar                    | Medalla            | Competición             |
| ------------------ | ------------------------ | ------------------ | ----------------------- |
| 2022               | Múnich (Alemania)        | Medalla de plata   | Persecución por equipos |
| 2025               | Heusden-Zolder (Bélgica) | Medalla de oro     | Persecución por equipos |